# P’yŏngwŏn
P’yŏngwŏn (kor. 평원군, P’yŏngwŏn-gun) – powiat w Korei Północnej, w prowincji P’yŏngan Południowy. W 2008 roku liczył 179 492 mieszkańców. Graniczy z powiatami Sukch’ŏn od północy, Chŭngsan i Taedong od południa, z miastem P’yŏngsŏng od wschodu, a także od południowego wschodu z dzielnicą Sun’an, która znajduje się w granicach administracyjnych stolicy KRLD, Pjongjangu. Powiat znajduje się nad Morzem Żółtym, określanym w Korei Północnej jako Morze Zachodniokoreańskie. Przez powiat przebiegają dwie linie kolejowe: linia P’yŏngŭi, łącząca stolicę Korei Północnej, Pjongjang, ze znajdującym się w północno-zachodniej części kraju miasta Sinŭiju, a dalej z siecią kolejową Chin, a także linia Namdong, łącząca powiat Onch’ŏn ze stacją Namdong w powiecie Sukch’ŏn.

## Historia
Przed wyzwoleniem Korei spod okupacji japońskiej tereny należące do powiatu wchodziły w skład dawnego powiatu Sukch’ŏn, a także w skład powiatów Yŏngyu i innych miejscowości będących wówczas częścią stolicy kraju, Pjongjangu. W obecnej formie powstał w wyniku gruntownej reformy podziału administracyjnego w grudniu 1952 roku. W jego skład weszły wówczas tereny należące wcześniej do miejscowości Kongdŏk, Hanch'ŏn, Ch'ŏngsan, Roji, Tŏksan (7 wsi) i Ryongho (4 wsie – wszystkie miejscowości poprzednio znajdowały się w powiecie P’yŏngwŏn). Powiat P’yŏngwŏn składał się wówczas z jednego miasteczka (P’yŏngwŏn-ŭp) i 25 wsi (kor. ri). W kwietniu 1972 roku powiat powiększył się o wsie Ryong'i, San'ŭm, Sŏk'am i Sangsong, wcześniej znajdujące się w granicach powiatu Sun’an, obecnie stanowiącego dzielnicę Pjongjangu.

## Podział administracyjny powiatu
W skład powiatu wchodzą następujące jednostki administracyjne:
| Nazwa jednostki administracyjnej | Rodzaj jednostki administracyjnej | Hangul       |
| -------------------------------- | --------------------------------- | ------------ |
| P’yŏngwŏn-ŭp                     | miasteczko                        | 평원읍       |
| Ŏp'a-rodongjagu                  | dzielnica robotnicza              | 어파로동자구 |
| Hanch'ŏn-rodongjagu              | dzielnica robotnicza              | 한천로동자구 |
| Ryanggyo-ri                      | wieś                              | 량교리       |
| Sinsŏng-ri                       | wieś                              | 신성리       |
| Ryongsang-ri                     | wieś                              | 룡상리       |
| Wŏn'ap-ri                        | wieś                              | 원압리       |
| Songnim-ri                       | wieś                              | 송림리       |
| Wŏl'il-ri                        | wieś                              | 월일리       |
| Taejŏng-ri                       | wieś                              | 대정리       |
| Unhŭng-ri                        | wieś                              | 운흥리       |
| Unbong-ri                        | wieś                              | 운봉리       |
| Tŏkje-ri                         | wieś                              | 덕제리       |
| Tŏkp'o-ri                        | wieś                              | 덕포리       |
| Simwŏn-ri                        | wieś                              | 심원리       |
| Songhwa-ri                       | wieś                              | 송화리       |
| Hwajin-ri                        | wieś                              | 화진리       |
| Sinsong-ri                       | wieś                              | 신송리       |
| Ch'ŏngbo-ri                      | wieś                              | 청보리       |
| Namsan-ri                        | wieś                              | 남산리       |
| Ch'ŏngnyong-ri                   | wieś                              | 청룡리       |
| Ullyong-ri                       | wieś                              | 운룡리       |
| Paejŏn-ri                        | wieś                              | 배전리       |
| Sŏkgyo-ri                        | wieś                              | 석교리       |
| Songsŏk-ri                       | wieś                              | 송석리       |
| Taeam-ri                         | wieś                              | 대암리       |
| Sambong-ri                       | wieś                              | 삼봉리       |
| Ryong'i-ri                       | wieś                              | 룡이리       |
| Wŏnhwa-ri                        | wieś                              | 원화리       |
| Samsong-ri                       | wieś                              | 삼송리       |
| Sŏk'am-ri                        | wieś                              | 석암리       |
| Taep'ung-ri                      | wieś                              | 대풍리       |